# جیمز چارلز ماتیو
سر جیمز چارلز ماتیو (به انگلیسی: Sir James Charles Mathew) (۱۰ ژوئیه ۱۸۳۰–۹ نوامبر ۱۹۰۸) قاضی متولد ایرلند بود. ماتیو که در خانوادهٔ کاتولیک ایرلندی در کورک متولد شده بود، قبل از پیوستن به دادگستری انگلستان، در کالج دوبلین که عمدتاً پروتستان بود، تحصیل کرد. او در سال ۱۸۸۱، اگرچه هنوز عضو کانون قضات نشده بود، اما در دیوان عالی دادگستری انگلستان به مقام قاضی منصوب شد، و بر روی نیمکت قضات عالی‌رتبه بخش سلطنتی می‌نشست. گفته می‌شود او بهترین قاضی (nisi prius) زمان خود بوده‌است. وی در سال ۱۹۰۱ به دادگاه استیناف ارتقاء یافت، و در سال ۱۹۰۵ به دلیل مشکلات جسمانی از سمت خود استعفا داد.
ماتو عامل اصلی ایجاد فهرست دادرسی‌های تجاری؛ طلایه‌دار دادرسی‌های تجاری مدرن در ۱۸۹۵ و خود اولین قاضی بود که به ریاست این دادگاه‌ها منصوب شد.

## شغل قضایی
در مارس۱۸۸۱، اگرچه هنوز عضو کانون قضات نبود، به سمت قاضی در دادگاه‌های سلطنتی منصوب شد. در ابتدا آنطور که دوستانش پیش‌بینی کرده بودند در این کار موفق نبود. او غالباً در سخنرانی‌ها عجولانه عمل کرد و تحمل‌ناپذیری‌اش از کندی و نادانی را بیش از حد نشان می‌داد. اما این نقص‌ها به مرور از بین رفت و او سرانجام بهترین قاضی(nisi prius) زمان خود شد. در بخش جنایی، اگرچه تجربه‌اش اندک بود، اما ذکاوت و شم تشخیصی وسیعی از خود نشان می‌داد و حسب موقعیت، مشاهده می‌شد که از در تربیت زندانی برمی‌آمد. اما او را بیشتر به خاطر دادگاه تجاری به یاد می‌آورند. او همواره در خصوص هزینه‌ها و رویه‌های حقوقی دیدگاه‌هایی جدی داشت و اندکی قبل از ارتقا به بخش سلطنتی، در کمیسیون سلطنتی در همین جهت خدمت کرده بود.

## ایجاد دادگاه تجاری
در سال ۱۸۹۵ او سایر قضات بخش ملکه را، از جمله لرد راسل از کیلوئن که به تازگی به ریاست ارشد آن بخش منصوب شده بود ترغیب کرد تا فهرست ویژه‌ای برای پرونده‌های تجاری ایجاد و در دادگاه ویژه‌ای و با حضور همان قاضی به دفعات و با فراغ بال به آنها رسیدگی شود. ماتیو اولین و موفق‌ترین قاضی در این دادرسی‌ها بود. وی ادعانامه‌های کتبی را ملغی کرد و اختلافات را به کمترین حد ممکن تقلیل داد و اجازه نمی‌داد هیچ عذر و بهانه ای مانع سریع دادرسی‌ها شود. احکام خود او؛ که «موجز و مختصر و عاری از حواشی و جزئیات نامربوط» بود، رضایت همهٔ حقوق‌دانانی که در دادگاه کار می‌کردند، و همچنین اعتماد جامعه بازرگان را بدست آورد. از نظر مردی هوشیار، پرتکاپو و تندرو همچون متیو، هنوز رویه‌های دادرسی دست و پاگیر قرون وسطایی در دادگاه‌ها به بقایش ادامه می‌داد. او بعضاً که به عنوان قاضی در این دادگاه‌ها حضور می‌یافت، سعی داشت برخی اصلاحات را که در دادگاه تجارتی مؤثر واقع شده بود، پیش ببرد. اما آن زمین و خاک، هنوز قابل کشت نبود و برخی انتقادات متیو جمع کثیری از اعضای آن دادگاه‌ها را رنجیده خاطر کرد.